# کپک مخاطی سلولی

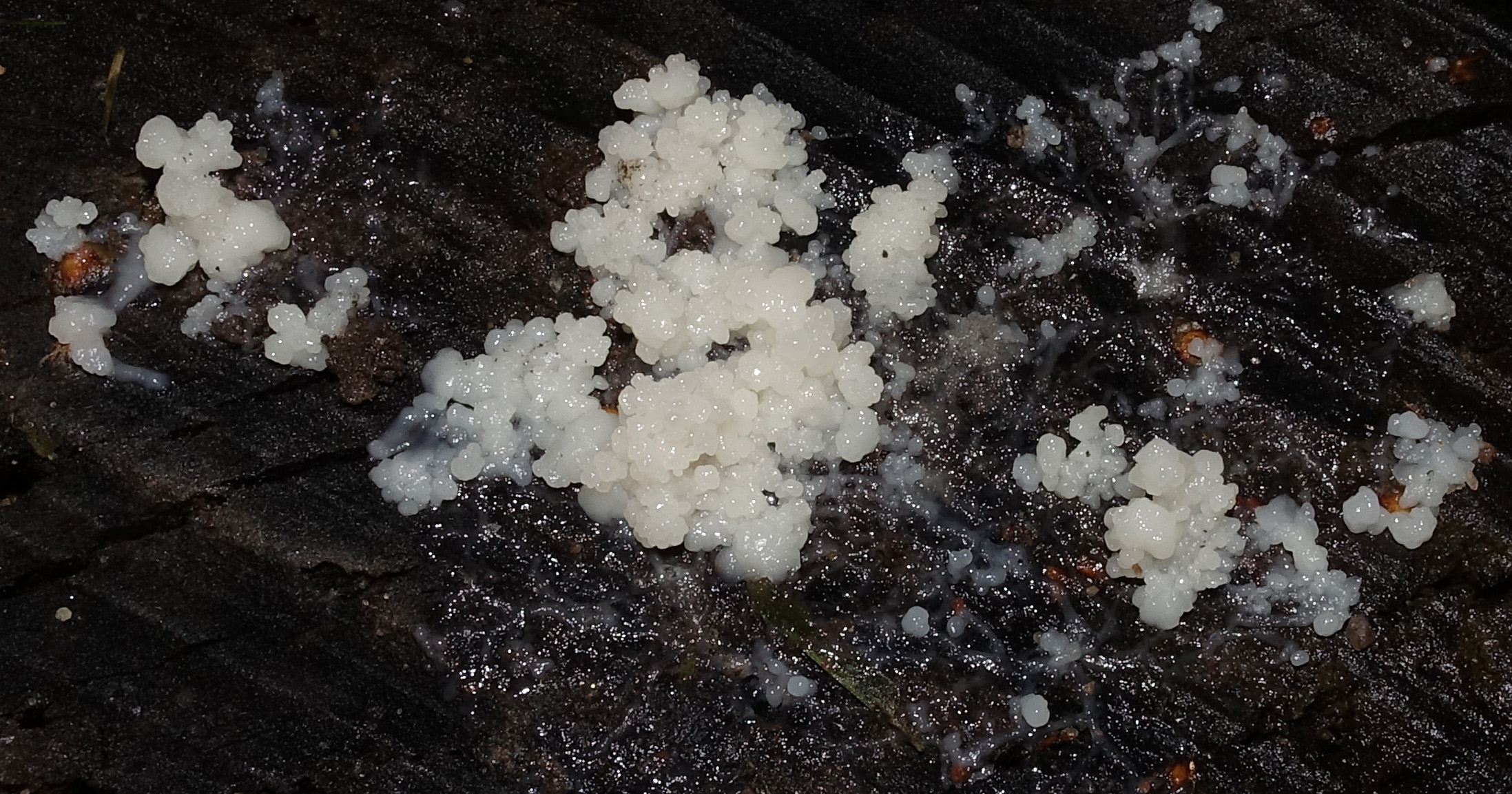
سلول‌های آمیب مانند کپک مخاطی سلولی (چپ) ساختارهایی پدیدمی‌آورند که حاوی هاگ هستند (راست)
شکل ۱۱_۱۰ کتاب زیست‌شناسی دوره پیش دانشگاهی

کپک‌های مخاطی سلولی (Cellular slime molds) آمیب شکل هستند. هر یک از این جانداران به تنهایی همانند یک آمیب رفتار می‌کند؛ در خاک حرکت کرده و باکتری‌ها را می‌بلعند. اما از ویژگی‌های متمایز نیز نسبت به آمیب‌ها برخوردارند. آنها هنگام تنش‌های محیطی به دور یکدیگر جمع شده، از حرکت بازمی‌ایستند و یک کلنیِ پرسلولی می‌سازند.
هر کلنی یک پایه و یک ساقه با نوکی متورم (هاگدانِ هاپلوئید) پدیدمی‌آورد. نوک متورم هاگ‌ها را می‌سازد. هر یک از این هاگ‌ها، وقتی رها شوند، به سلول آمیب مانند جدیدی نمو می‌یابند. سلول آمیب مانند جدید به نوبه خود می‌تواند تغذیه کرده و چرخه زندگی را تکرار کند.